# Aquicultura de bagre
A aquicultura de bagres, também denominada bagricultura, é um termo que designa a criação de bagres para fins comerciais ou de consumo próprio, geralmente fazendo a utilização de tanques ou açudes. Como refere a própria denominação do termo, a bagricultura caracteriza uma forma de aquacultura.
O bagre é fácil de cultivar em climas quentes, levando comida barata e segura em mercados locais. O bagre criado em tanques ou canais do interior é considerado seguro para o meio ambiente, pois seus resíduos e doenças devem ser contidos, a fim de não se espalharem para a natureza.

## Ásia
Na Ásia, muitas espécies de bagres são importantes como alimentos. Várias espécies de jundiá (Clariidae) e tubarão-bagre (Pangasiidae) são amplamente cultivadas na África e na Ásia. As exportações de uma determinada espécie de tubarão-bagre do Vietnã, Pangasius bocourti, sofrem pressões da indústria de bagres dos EUA. Em 2003, o Congresso dos Estados Unidos aprovou uma lei que impede que o peixe importado seja rotulado como bagre. Como resultado, os exportadores vietnamitas deste peixe agora rotulam seus produtos vendidos nos Estados Unidos como "peixes de base".

## Estados Unidos
Os Ictalurídeos são cultivados na América do Norte (especialmente no Sul profundo, sendo o Mississippi o maior produtor doméstico de bagre). O bagre do canal (Ictalurus punctatus) perfaz uma indústria de aquacultura de US$ 450 milhões por ano. A indústria norte-americana de bagre em fazendas começou no início da década de 1960 no estados do Kansas, Oklahoma e Arkansas. O bagre do canal rapidamente se tornou o maior bagre cultivado, pois era resistente e facilmente gerado em lagoas de barro. No final dos anos 60, a indústria mudou-se para o Delta do Mississippi, enquanto os fazendeiros lutaram com lucros flutuantes em algodão, arroz e soja, especialmente nas áreas de fazenda onde os solos tinham um alto teor de argila.
O Delta do Mississippi tornou-se o lar da indústria de bagres, pois eles tinham os solos, o clima e os aquíferos rasos para fornecer água para as lagoas de barro que crescem anualmente em 160 a 170  milhões de toneladas. O bagre é alimentado com uma dieta à base de grãos que inclui farelo de soja. Os peixes são alimentados diariamente durante o verão a taxas de 1-6% do peso corporal com a alimentação flutuante sedimentada. O bagre precisa de cerca de dois quilos de alimento para produzir 450 gramas de peso vivo. O Mississippi é o lar de 100.000 hectares (1000 km²) de lagoas de bagre, o maior de qualquer estado. Outros estados importantes em potencial para a bagricultura incluem Alabama, Arkansas e Louisiana.

## Uso em aquários
Há um grande e crescente comércio de peixe ornamental, com centenas de espécies de bagres, como Corydoras e jundiás coloridos (muitas vezes chamados de plecos), sendo um componente popular de muitos aquários. Outro bagre comumente encontrado no comércio de aquários é o bagre de banjo, o bagre falante e o bagre-cabeça-grande.[carece de fontes?]